# Liste der Komponisten/D

## Da
- Wolfgang Dachstein (um 1487 – 1553)
- François Dacosta (1778–1866)
- Jerry Amper Dadap (* 1935)
- João Guilherme Daddi (1814–1887)
- Hans-Christian von Dadelsen (* 1948)
- Jean Daetwyler (1907–1994)
- Werner Dafeldecker (* 1964)
- Hugo Daffner (1882–1936)
- François Dagincour (1684–1758)
- Roland Dahinden (* 1962)
- Ingolf Dahl (1912–1970)
- Robert Daigneault (* 1940)
- Nicolas Dalayrac (1753–1809)
- Daniel Dal Barba (1715–1801)
- Marc-André Dalbavie (* 1961)
- Johann Friedrich Hugo von Dalberg (1760–1812)
- Nancy Dalberg (1881–1949)
- Martin Dalby (1942–2018)
- Benjamin Dale (1885–1943)
- Kathleen Dale (1895–1984)
- Ricardo Dal Farra (* 1957)
- Evaristo Dall’Abaco (1675–1742)
- Joseph Dall’Abaco (1710–1805)
- Domenico Dalla Bella (um 1680 – 1740)
- Girolamo Dalla Casa († 1601)
- Luigi Dallapiccola (1904–1975)
- Marco Dall’Aquila (um 1480 – nach 1538)
- Costantino Dall’Argine (1842–1877)
- Henri Dallier (1849–1934)
- Fridolin Dallinger (1933–2020)
- Domenico Dall’Oglio (um 1700 – 1764)
- Miguel Mateo de Dallo y Lana (um 1650 – 1705)
- Domenico Dal Pane (um 1630 – 1694)
- Vincenzo Dal Pozzo (tätig um 1585–1612)
- Pierre Dalvimare (1772–1839)
- Joan Ambrosio Dalza (tätig um 1508)
- William Daman (um 1540 – 1591)
- Paul Damance (um 1650 – 1700)
- Tomás Damas (1825–1890)
- Jean-Michel Damase (1928–2013)
- Pauls Dambis (* 1936)
- Dambert (fl. 1532–1549)
- Berthold Damcke (1812–1875)
- Thomas Damett (1389/90 – 1436/37)
- Matteo D’Amico (* 1955)
- Sixten Damm (1899–1973)
- Leopold Damrosch (1832–1885)
- Walter Damrosch (1862–1950)
- Józef Damse (1789–1852)
- Ikuma Dan (1924–2001)
- John Danby (um 1757 – 1798)
- Liviu Dănceanu (1954–2017)
- Ghiselin Danckerts (um 1510 – 1567)
- Charles Dancla (1817–1907)
- Leopold Dancla (1822–1895)
- Liviu Dandara (1933–1991)
- Georges Dandelot (1895–1975)
- Jean-François Dandrieu (um 1682 – 1738)
- Nicolas Daneau (1866–1944)
- Suzanne Daneau (1901–1971)
- Arthur Dangel (* 1931)
- Arthur Daniel (* 1931)
- Anne Danican Philidor (1681–1728)
- Jehan Daniel (um 1480 – 1550)
- Daniel Daniélis (1635–1696)
- Jean-Yves Daniel-Lesur (1908–2002)
- Richard Danielpour (* 1956)
- Mabel Wheeler Daniels (1878–1971)
- Jean-Pierre Danigo (1752–1787)
- Stephen Dankner (* 1944)
- Wojciech Dankowski (um 1760 – 1836)
- John Dankworth (1927–2010)
- Isidor Dannström (1812–1897)
- Oskar Danon (1913–2009)
- John Danyel (1564–1630)
- Franz Danzi (1763–1826)
- Wolfgang Danzmayr (* 1947)
- Nguyen Thien Dao (1940–2015)
- Yves Daoust (* 1946)
- Ram Da-Oz (1929–2021)
- Louis-Claude Daquin (1694–1772)
- Xavier Darasse (1934–1992)
- Francesco D'Arcais (1830–1890)
- Jean-Luc Darbellay (* 1946)
- François-Joseph Darcis (1759/60 – um 1783)
- Robert Darcy (1910–1967)
- Antoine Dard (1715–1784)
- Alexander Dargomyschski (1813–1869)
- Hans Darmstadt (* 1943)
- Christian Darnton (1905–1981)
- Henri Darondeau (1779–1865)
- Gábor Darvas (1911–1985)
- Emīls Dārziņš (1875–1910)
- Ludwig Daser (um 1526 – 1589)
- Martin Daske (* 1962)
- Enrico Dassetto (1874–1971)
- Charles Dassoucy (Charles Coypeau d'Assoucy) (1605–1677)
- Ghinolfo Dattari (um 1540 – 1617)
- Johann Friedrich Daube (um 1730 – 1797)
- Louis François Dauprat (1781–1868)
- Avraham Daus (1902–1974)
- Joseph Daussoigne-Méhul (1790–1875)
- Antoine Dauvergne (1713–1797)
- Jean-Baptiste Davaux (1742–1822)
- Franco Da Venezia (1876–1937)
- Francis William Davenport (1847–1925)
- Pierre Just Davesne (um 1745–66 – nach 1783)
- Vincenzo Davico (1889–1969)
- Félicien-César David (1810–1876)
- Ferdinand David (1810–1873)
- Gyula Dávid (1913–1977)
- Johann Nepomuk David (1895–1977)
- Karl Heinrich David (1884–1951)
- Samuel David (1836–1895)
- Thomas Christian David (1925–2006)
- Mario Davidovsky (1934–2019)
- Tina Davidson (* 1952)
- Elias Davidsson (1941–2022)
- Hugh Davies (1943–2005)
- Sir Peter Maxwell Davies (1934–2016)
- Victor Davies (* 1939)
- Walford Davies (1869–1941)
- Anthony Davis (* 1951)
- Carl Davis (1936–2023)
- John Davy (1763–1824)
- Richard Davy (um 1465–1507)
- Alexander Dawidenko (1899–1934)
- Karl Juljewitsch Dawidow (1838–1889)
- William Levi Dawson (1899–1990)
- Stepan Iwanowitsch Dawydow (1777–1825)
- Esteban Daza (um 1537 – 1591)

## De

### De–Del
- Henri De Bailly (um 1590 – 1637)
- Giovanni Battista De Bellis (um 1585/90 – zwischen 1623 und 1637)
- Serafino De Ferrari (1824–1885)
- Nicola De Giosa (1819–1885)
- Vincenzo De Grandis (I) (1577–1646)
- Arthur De Greef (1862–1940)
- Richard De Guide (1909–1962)
- Petit Jean De Latre (um 1510 – 1569)
- Jan De Maeyer (* 1949)
- Fabrizio De Rossi Re (* 1960)
- Alfred De Sève (1858–1927)
- Andreas De Silva (um 1475/80)
- Raymond Deane (* 1953)
- Angelo DeAngelis († um 1825)
- Marguerite Debrie (1879–1968)
- Claude Debussy (1862–1918)
- Jan Decadt (1914–1995)
- Abel Decaux (1869–1943)
- Michel Decoust (* 1936)
- János Decsényi (* 1927)
- Nayî Osman Dede (um 1652 – 1729)
- Constantin Christian Dedekind (1628–1715)
- Henning Dedekind (1562–1626)
- Dan Dediu (* 1967)
- René Defossez (1905–1988)
- Helmut Degen (1911–1995)
- Giovanni Battista degli Antonii (1660 – nach 1696)
- Stepan Anikijewitsch Degtjarow (1766–1813)
- Max Dehnert (1893–1972)
- Igor Dekleva (* 1933)
- Gioanpietro Del Buono (tätig um 1641)
- Filippo Del Corno (* 1970)
- Norman Del Mar (1919–1994)
- David Del Tredici (1937–2023)
- Giovanni del Turco (1577–1647)
- Maurice Dela (1919–1978)
- Paolo Delachi (1874–1957)
- Maurice Delage (1879–1961)
- Etienne Denis Delair (1662?–1750?)
- Michel-Richard Delalande (1657–1726)
- Eric DeLamarter (1880–1953)
- Robert Delaney (1903–1956)
- Herman-François Delange (1715–1781)
- John Albert Delany (1852–1907)
- Marcel Delannoy (1898–1962)
- José Luis de Delás (1928–2018)
- Lex van Delden (1919–1988)
- Edouard Deldevez (1817–1897)
- Georges Delerue (1925–1992)
- Luis Delgadillo (1887–1962)
- Francisco Delgado (1719–1792)
- Léo Delibes (1836–1891)
- Frederick Delius (1862–1934)
- Giovanni Battista Della Gostena (um 1535 – 1598)
- Alfonso Della Viola (um 1508 – um 1570)
- Dominique Della-Maria (1769–1800)
- Florian Johann Deller (1729–1773)
- Rudolf Dellinger (1857–1910)
- Norman Dello Joio (1913–2008)
- Marc Delmas (1885–1931)
- Ratko Delorko (* 1959)
- Louis Delune (1876–1940)
- Claude Delvincourt (1888–1954)
- Christoph Delz (1950–1993)

### Dem–Dez
- Giuseppe Demachi (1732 – nach 1791)
- Christoph Demantius (1567–1643)
- Sebastian Demar (1763–1832)
- Bolesław Dembiński (1833–1914)
- Jules Auguste Demersseman (1833–1866)
- Jeanne Demessieux (1921–1968)
- Pietro DeMezzo (um 1730 – nach 1794)
- Vilmos Demian (1910–1994)
- Jacques Demierre (* 1954)
- Johann Michael Demmler (1748–1785)
- Norman Demuth (1898–1968)
- Dragoje Đenader (1930–1986)
- Chris Dench (* 1953)
- Jules Denefve (1814–1877)
- Alexandre Denéréaz (1875–1947)
- Michael Denhoff (* 1955)
- Jean-Baptiste Denis (um 1720 – nach 1765)
- Pierre Denis († nach 1777)
- Edisson Denissow (1929–1996)
- Brian Dennis (1941–1998)
- Jacques-Antoine Denoyé (um 1715 – 1759)
- Fabricio Dentice (1530–1581)
- Scipione Dentice (1560–1633)
- Luigi Denza (1846–1922)
- Robert Denzler (1892–1972)
- Ludwig Deppe (1828–1890)
- Jean Derbès (1937–1982)
- Richard Dering (um 1580 – 1630)
- Nicolas Derosier (um 1645 – nach 1702)
- Gion Antoni Derungs (1935–2012)
- Martin Derungs (1943–2023)
- Paul Des Marais (1920–2011)
- Marc-Antoine Désaugiers (1742–1793)
- Auguste Descarries (1896–1958)
- Marcelle Deschênes (* 1939)
- Wladimir Deschewow (1889–1955)
- Ettore Desderi (1892–1974)
- Alfred Desenclos (1912–1971)
- Jean Desfontaines (um 1658 – um 1752)
- Prosper-Didier Deshayes (Mitte 18. Jahrhundert – 1815)
- Henry Desmarets (1661–1741)
- Charles Desmazures (1670–1736)
- Laurent Desmazures (1714–1778)
- Léopold-Bastien Desormery (um 1740 – um 1810)
- Roger Desormière (1898–1963)
- Pavle Dešpalj (* 1934)
- Dejan Despić (1930–2024)
- Yvonne Desportes (1907–1993)
- Jean-Étienne Despréaux (1748–1820)
- Josquin Desprez (um 1450/55 – 1521)
- Jean Desquesnes (um 1570 – um 1630)
- Paul Dessau (1894–1979)
- Josef Dessauer (1798–1876)
- Felix Otto Dessoff (1835–1892)
- Jean-Paul Dessy (* 1963)
- André Kardinal Destouches (1672–1749)
- Franz Seraph Destouches (1772–1844)
- Józef Deszczyński (1781–1844)
- Dubravko Detoni (* 1937)
- Robert Nathaniel Dett (1882–1943)
- Max Deutsch (1892–1982)
- Natko Devčić (1914–1997)
- Orpha-F. Deveaux (1872–1933)
- François Devienne (1759–1803)
- Frédéric Devreese (1929–2020)
- Godfried Devreese (1893–1972)
- Nico Dezaire (* 1965)
- Nicolas Dezède (um 1740/45 – 1792)

## Dh
- Rafaël D'Haene (* 1943)
- Eugène D'Harcourt (1859–1918)
- Clement D'Hooghe (1899–1951)
- Francis Dhomont (1926–2023)

## Di
- Anton Diabelli (1781–1858)
- David Diamond (1915–2005)
- Hilda Dianda (* 1925)
- Anton Dianow (1882–1939)
- Gabriel Díaz Bessón (um 1590 – nach 1631)
- Eugenio Diaz de la Peña (1837–1901)
- Amílcar Vásques Días (* 1945)
- Igor Dibák (1947–2021)
- Marco Di Bari (* 1958)
- Charles Dibdin (1745–1814)
- Henry Edward Dibdin (1813–1866)
- Roger Dickerson (* 1934)
- Clarence Dickinson (1873–1969)
- Robert Anthony DiDomenica (1927–2013)
- Carl-Heinz Dieckmann (1923–2006)
- Emma Lou Diemer (1927–2024)
- Louis Diémer (1843–1919)
- Alphons Diepenbrock (1862–1921)
- John Diercks (1927–2020)
- Bernard van Dieren (1887–1936)
- Nathanael Diesel (1692–1745)
- Gerhard Diessener (um 1640 – nach 1673)
- Christian Ludwig Dieter (1757–1822)
- Caspar Diethelm (1926–1997)
- Albert Dietrich (1829–1908)
- Fritz Dietrich (1905–1945)
- Karl Dietrich (1927–2014)
- Sixt Dietrich (um 1493 – 1548)
- Pierre-Louis Dietsch (1808–1865)
- Joseph Diettenhofer (um 1743 – nach 1799)
- Charles Dieupart (nach 1667 – um 1740)
- Johann Sebastian Diez (1720 – nach 1753)
- Jan van Dijk (1918–2016)
- Péter Louis van Dijk (* 1953)
- Oscar van Dillen (* 1958)
- Johann Dilliger (1593–1647)
- James Dillon (* 1950)
- Gheorghe Dima (1847–1925)
- Constantin Dimitrescu (1847–1928)
- Georgi Dimitrov (1904–1979)
- Franz Anton Dimmler (1753–1827)
- Rainer Dimmler (1951–2018)
- Bojidar Dimov (1935–2003)
- Violeta Dinescu (* 1953)
- Ding Shan-de (1911–1995)
- Grigoraș Dinicu (1889–1949)
- Renato Dionisi (1910–2000)
- Wim Dirriwachter (* 1937)
- Agostino Diruta (um 1590 – nach 1647)
- Girolamo Diruta (1561 – nach 1610)
- Hugo Distler (1908–1942)
- Johann Georg Distler (1765–1799)
- Louis Dité (1891–1969)
- Karl Ditters von Dittersdorf (1739–1799)
- Fred Dittrich (1911–1978)
- Paul-Heinz Dittrich (1930–2020)
- Antonius Divitis (um 1475 – um 1526)
- Aureus Dix (1668/69 – 1719)
- François-Joseph Dizi (1780–1847)

## Dj
- Héraclius Djabadary (1891–1937)
- Enyss Djemil (1917–2014)
- Djouroff Plamen (* 1949)

## Dl
- Wojciech Długoraj (1557/58 – nach 1619)
- Lucia Dlugoszewski (1931–2000)
- Erazm Dłuski (1857–1923)

## Dm
- Georgi Dmitrijew (1942–2016)

## Do
- Václav Dobiáš (1909–1978)
- Cesare Dobici (1873–1944)
- Kálmán Dobos (* 1931)
- Steve Dobrogosz (* 1956)
- Antun Dobronić (1878–1955)
- Issai Dobrowen (1891–1953)
- Andrzej Dobrowolski (1921–1990)
- Ignacy Feliks Dobrzyński (1807–1867)
- Joseph Denis Doche (1766–1825)
- Charles Dodge (* 1942)
- Stephen Dodgson (1924–2013)
- Kurt Doebler (1896–1971)
- Francesco Dognazzi (tätig 1603–1643)
- Heinrich Döbel (1651–1693)
- Friedhelm Döhl (1936–2018)
- Theodor Döhler (1814–1856)
- Ernst von Dohnányi (1877–1960)
- Charles Doisy (um 1750–um 1807)
- Johann Friedrich Doles (1715–1797)
- Jan Emanuel Doležálek (1780–1858)
- Dieter Dolezel (* 1977)
- Pawel Dolgorukow (1787–1845)
- Samuel Dolin (1917–2002)
- Charles Dollé (um 1710–1755)
- Bolesław Marian Domaniewski (1857–1925)
- Hanuš Domanský (1944–2021)
- Hansmaria Dombrowski (1897–1977)
- Gianpaolo di Domenico (tätig um 1706 – 1740)
- Carlo Domeniconi (* 1947)
- Johann Martin Dömming (1706 – um 1760)
- Cesare Dominiceti (1821–1888)
- Heinrich Domnich (1767–1844)
- Ignazio Donati (um 1570 – 1638)
- Anthony Donato (1909–1990)
- Baldissera Donato (um 1530 – 1603)
- Donatus de Florentia (2. Hälfte des 14. Jahrhunderts)
- Franco Donatoni (1927–2000)
- Georg Donberger (1709–1768)
- Giuseppe Antonio Doni (im 17. Jahrhundert)
- Gaetano Donizetti (1797–1848)
- Henrik Otto Donner (1939–2013)
- Girolamo Donnini (vor 1700 – 1751)
- Ferdinand Donninger (1716–1781)
- José Antonio de Donostia (1886–1956)
- Richard Frank Donovan (1891–1970)
- Jakob Dont (1815–1888)
- Eduard van Dooren (1910–1975)
- Josef Friedrich Doppelbauer (1918–1989)
- Cornelis Dopper (1870–1939)
- Árpád Doppler (1857–1927)
- Franz Doppler (1821–1883)
- Karl Doppler (1825–1900)
- Antal Doráti (1906–1988)
- Nicolo Dorati (um 1513 – 1593)
- Gerhard Dorda (* 1932)
- Jovan Đorđević (* 1929)
- Gustave Doret (1866–1943)
- Daniel Dorff (* 1956)
- Joseph Dorfman (1940–2006)
- Pierre Dørge (* 1946)
- Carl Heinrich Döring (1834–1916)
- Avner Dorman (* 1975)
- Heinrich Dorn (1804–1892)
- Antoine Dornel (um 1685 – 1765)
- Arne Dørumsgaard (1921–2006)
- Adolf von Doss (1823–1886)
- Nico Dostal (1895–1981)
- Niccolò Dôthel (1721–1810)
- Hans-Peter Dott (* 1952)
- Friedrich Dotzauer (1783–1860)
- Jaroslav Doubrava (1908–1960)
- Clive Douglas (1903–1977)
- Roy Douglas (1907–2015)
- Victor Dourlen (1780–1864)
- André Douw (* 1951)
- John Dowland (1563–1626)
- Robert Dowland (1591–1641)
- John W. Downey (1927–2004)
- Albert Doyen (1882–1935)
- Manuel José Doyagüe (1755–1842)

## Dr
- Walter Draeger (1888–1976)
- Felix Draeseke (1835–1913)
- Dimitris Dragatakis (1914–2001)
- Antonio Draghi (1634/35 – 1700)
- Giovanni Battista Draghi (um 1640 – nach 1701)
- Sabin Drăgoi (1894–1968)
- Domenico Dragonetti (1763–1846)
- Giovanni Andrea Dragoni (um 1540 – 1598)
- Stefan Dragostinov (* 1948)
- Earl Ross Drake (1865–1916)
- Erik Drake (1788–1870)
- Wladimir Dranischnikow (1893–1939)
- František Drdla (1868–1944)
- Joseph Drechsler (1782–1852)
- Radim Drejsl (1923–1953)
- Sem Dresden (1881–1957)
- Adam Drese (1620–1701)
- Otto Dresel (1826–1890)
- Erwin Dressel (1909–1972)
- Ernst Christoph Dressler (1734–1779)
- Gallus Dreßler (1533 – vor 1589)
- Anastazy Dreszer (1845–1907)
- Cornelius Heinrich Dretzel (1697–1775)
- Valentin Dretzel (1578–1658)
- Domenico Maria Dreyer (um 1680 – 1740)
- Johann Melchior Dreyer (1747–1824)
- George Dreyfus (* 1928)
- Alexander Dreyschock (1818–1869)
- Felix Dreyschock (1860–1906)
- Raimund Dreyschock (1824–1869)
- Kurt Driesch (1904–1988)
- Johannes Driessler (1921–1998)
- Riccardo Drigo (1846–1930)
- Max Drischner (1891–1971)
- Eugen Drobisch (1839–1901)
- Karl Ludwig Drobisch (1803–1854)
- Jean Dromael (um 1600 – nach 1650)
- Jean-Pierre Drouet (1935)
- Louis Drouet (1792–1873)
- Maximilian Friedrich von Droste zu Hülshoff (1764–1840)
- Anatoli Drozdow (1883–1950)
- Christoph Wolfgang Druckenmüller (1687–1747)
- Jacob Druckman (1928–1996)
- Jiří Družecký (1745–1819)
- Benedictus de Drusina (um 1520/25 – 1578/82)
- Petrus de Drusina  (um 1560 – 1611)
- Learmont Drysdale (1866–1909)
- Zbigniew Drzewiecki (1890–1971)
- Alexander Dsegeljonok (1891–1969)
- Iwan Dserschinski (1909–1978)

## Du
- Carlos Duarte (1957–2003)
- John Duarte (1919–2004)
- Anders van Düben (1673–1738)
- Andreas Düben (um 1590 – 1662)
- Gustav Düben (um 1628 – 1690)
- Emilio Antonio Dublanc (1911–1990)
- Léon Du Bois (1859–1935)
- Pierre-Max Dubois (1930–1995)
- Théodore Dubois (1837–1924)
- László Dubrovay (* 1943)
- V. R. Dubsky (1871–1950)
- Alexander Dubuque (1812–1898)
- Nicolas Dubut (1638 – nach 1692)
- Nicolas Dubut (Komponist, II)
- Filippo Duc (um 1550 – nach 1586)
- Marvin Duchow (1914–1979)
- Benedictus Ducis (um 1490 – 1544)
- William Duckworth (1943–2012)
- Bruno Ducol (* 1949)
- Jörg Duda (* 1968)
- Antonio Dueto (um 1530/40 – 1594)
- Guillaume Dufay (um 1400 – 1474)
- Du Fault (um 1610 – nach 1669)
- Denis Dufour (* 1953)
- Franjo Dugan (1874–1948)
- Gustave Dugazon (1782–1826)
- Johann Jeremias du Grain (um 1700 – 1756)
- Philippe Dugué (im 18. Jahrhundert)
- Dieudonné Duguet (1794–1849)
- Antoine Duhamel (1925–2014)
- Guy Duijck (1927–2008)
- Erke Duit (* 1957)
- Paul Dukas (1865–1935)
- Josef Leopold Václav Dukát (1684–1717)
- John Woods Duke (1899–1984)
- Vladimir Dukelsky, später Vernon Duke (1903–1969)
- Philipp Dulichius (1562–1631)
- Peter Dülken (* 1954)
- Friedrich Ludwig Dulon (1769–1826)
- François Dulot (1. Hälfte 16. Jahrhundert)
- Pierre du Mage (1674–1751)
- Guillaume Dumanoir (1615–1697)
- Louis Dumas (1877–1952)
- Petar Dumičić (1901–1984)
- Gheorghe Dumitrescu (1914–1996)
- Iancu Dumitrescu (* 1944)
- Ion Dumitrescu (1913–1996)
- Charles-François Dumonchau (1775–1820)
- Henry Du Mont (1610–1684)
- Maxime Dumoulin (1893–1972)
- Thomas Dunhill (1877–1946)
- Antonio Duni (um 1700 – nach 1766)
- Egidio Duni (1708–1775)
- Stanisław Duniecki (1839–1870)
- Jean-Jacques Dünki (* 1948)
- Richard Dünser (* 1959)
- John Dunstable (um 1390 – 1453)
- Henri Duparc (1848–1933)
- Jacques Duphly (1715–1789)
- Hubert Du Plessis (1922–2011)
- Jacques Duponchel († 1685)
- Auguste Dupont (1827–1890)
- Gabriel Dupont (1878–1914)
- Jacques Dupont (1906–1985)
- Jean-Baptiste Dupont (tätig um 1773–83)
- Nicolas Dupont (um 1575–1623)
- Jean-Pierre Duport (1741–1818)
- Jean-Louis Duport (1749–1819)
- Rogério Duprat (1932–2006)
- Marcel Dupré (1886–1971)
- Gilbert Duprez (1806–1896)
- Albert Dupuis (1877–1967)
- Sylvain Dupuis (1856–1931)
- Thomas Sanders Dupuis (1733–1796)
- Jean-Baptiste Dupuits (tätig um 1741–57)
- Bernard-Aymable Dupuy (1707–1789)
- Edouard Dupuy (um 1770 – 1822)
- Charles Duquesnoy (1759–1822)
- José Durán (vor 1760 – 1791)
- Joël-François Durand (* 1954)
- August Duranowski (um 1770 – 1834)
- Francesco Durante (1684–1755)
- Louis Durey (1888–1979)
- Gianmartino Durighello (* 1961)
- Zsolt Durkó (1934–1997)
- Emmanuel Durlet (1893–1977)
- Jef van Durme (1907–1965)
- Diego Durón (1653–1731)
- Sebastián Durón (1660–1716)
- Lucien Durosoir (1878–1955)
- Maurice Duruflé (1902–1986)
- Josepha Duschek (1754–1824)
- František Xaver Dušek (1731–1799)
- Johann Ladislaus Dussek (1760–1812)
- Franz Benedikt Dussek (1766 – nach 1816)
- Jean-Baptiste Du Tartre († 1749)
- Estienne du Tertre (Mitte 16. Jahrhundert)
- Henri Dutilleux (1916–2013)
- Pierre Dutillieu (1754–1798)
- Andrzej Dutkiewicz (* 1942)
- Otto Johann Anton Dütsch (um 1823 – 1863)
- François Duval (1672–1728)
- Frédéric Nicolas Duvernoy (1765–1838)
- Victor Alphonse Duvernoy (1842–1907)
- Lieven Duvosel (1877–1956)
- Flor Duyse (1843–1910)

## Dv
- Balys Dvarionas (1904–1972)
- Jiří Dvořáček (1928–2000)
- Antonín Dvořák (1841–1904)

## Dy
- Roland Dyens (1955–2016)
- John Bacchus Dykes (1823–1876)
- George Dyson (1883–1964)

## Dz
- Arié Dzierlatka (1933–2015)
- Maria Dziewulska (1909–2006)